# Charles Hitchcock Adams
Charles Hitchcock Adams (Belmont, 25 mei 1868 - San Francisco, 8 augustus 1951) was een Amerikaans amateurastronoom, en vader van fotograaf Ansel Adams.

## Biografie
Hij was de zoon van William and Cassandra Adams en de laatste van 5 kinderen. Hij studeerde aan de universiteit van Californië en verdiepte zich in chemie. In zijn tweede jaar ging hij zijn vader helpen omdat het met zijn vaders zaak niet goed ging.
Nadat hij een paar jaar geholpen had bij zijn familie werd hij verzekeringsagent. Later begon hij te werken voor de "Merchants' Exchange Association" waar hij in 1917 afgevaardigd beheerder werd tot 1940.
Nadat hij een 76 mm telescoop aanschafte als hobby, sloot hij zich aan bij de Astronomical Society of the Pacific, waarvan hij penningmeester werd in 1925, wat hij bleef tot 1950.
Adams trouwde met Olive Bray. Ansel Adams was hun enige kind. Er bestaat twijfel over zijn juiste sterfdatum. In de volgende bron spreekt men van 8 of 9 augustus.

## Erkentelijkheid
De krater Adams op de Maan is naar hem genoemd.